# Rauma
Rauma (en sueco Raumo) es una ciudad y municipio de Finlandia, situada en la costa oeste del país, a 50 km al sur de Pori y a 92 km al norte de Turku. Pertenece a la región de Satakunta. Tenía una población de unos 36.600 habitantes al final de 2005.

## Historia
Localizado en el golfo de Botnia, Rauma es uno de los puertos más antiguos de Finlandia. Se construyó en torno a un monasterio franciscano, donde todavía permanece la iglesia de la Santa Cruz, de mediados del siglo XV, convirtiéndose en un excepcional ejemplo de una antigua ciudad nórdica construida en madera. Pese a los destrozos ocasionados por un incendio a finales del siglo XVII, ha conservado su antiguo patrimonio arquitectónico. Ese centro histórico de la ciudad, la Antigua Rauma, se encuentra en la lista del Patrimonio mundial de la Unesco desde 1991.